# Le Zèbre (téléfilm)
Pour les articles homonymes, voir Le Zèbre.
Le Zèbre : Médiateur pour causes désespérées est un téléfilm français réalisé en 2014 par Frédéric Berthe, diffusé en Belgique le 2 juin 2016 sur La Une et en France le 9 août 2017 sur France 2.

## Synopsis
Un perspicace médiateur, spécialisé en gestion de conflit, aide efficacement des couples à recommuniquer posément, sans acrimonie. Sa collègue l'enclint à reconnaître ses talents de surdoué. Il use également de méthodes semblables (souvent provocatrices) pour concilier à la fois ses clients et les gens de sa propre famille.
Un zèbre désigne un adulte à haut potentiel.

## Fiche technique
- Réalisation : Frédéric Berthe
- Scénario : Laurent Burtin
- Directeur de la photographie : Ludovic Colbeau-Justin
- Montage : Maguelone Pouget
- Musique : Jean-Pierre Taïeb
- Son : Yvan Dacquay
- Décors : Franck Benezech
- Costumes : Florence Sadaune
- Producteur : Thomas Bourguignon
- Productrice : Stéphanie Carrère
- Société de production : Kwaï
- Dates de diffusion :
  -  Belgique : 2 juin 2016 sur La Une
  -  France : 9 août 2017 sur France 2

## Distribution
- Éric Berger : Romain Breton
- Dorylia Calmel : Désirée Laplante
- Lilou Fogli : Valérie
- Aurélien Wiik : Lionel Dana
- Lou Gala : Célia
- Lola Dewaere : Betty
- Dominique Lavanant : Elise Chassaigne

## Forme
Le ton et les dialogues du téléfilm sont volontairement énergiques et constamment liés à un humour serein[pas clair].

## Festivals
Le Zèbre, médiateur pour causes désespérées ! a été en compétition officielle au Festival des créations télévisuelles de Luchon et au festival Les Hérault du cinéma et de la télé, en 2016.